# 成為這樣的我：蜜雪兒·歐巴馬 (書籍)
《成為這樣的我：蜜雪兒‧歐巴馬》（英語：Becoming）是2009年至2017年期間擔任美国第一夫人米歇爾·奧巴馬的回忆录 。該書於2018年11月13日出版，全书共448页，已經被翻譯成24種語言。於2018年在美國出版的最暢銷書，出版15天後創下紀錄，出售超過200萬冊。

## 背景
《成為這樣的我：蜜雪兒‧歐巴馬》由皇冠出版集團於2018年11月13日出版。根據巴拉克·奧巴馬說法，該書中的文章是由代筆者代為撰寫的。紐約觀察家報在評論中提到，《成為這樣的我：蜜雪兒‧歐巴馬》在完成這本書的過程中，感謝了參與的團隊。

## 外部連結
- 官方網站 （页面存档备份，存于）
- 日本官方網站 （页面存档备份，存于） （日語）
- 成為這樣的我：蜜雪兒·歐巴馬